# I Have a Dream (canción)
«I Have A Dream» (en español: «Tengo un sueño») es una canción del grupo sueco ABBA con Anni-Frid Lyngstad como voz principal. El tema forma parte del álbum Voulez Vous. Fue el sexto sencillo del álbum, se lanzó en diciembre del año 1979 siendo el último sencillo de ABBA lanzado en la década de los 70.

## La canción
Fue escrita por Björn y Benny. Fue grabada el 3 de marzo de 1979, en los estudios de Polar Music, llamada primeramente "Take Me In Your Armpit" y "I Know A Song". La canción habla sobre la esperanza que debemos tener en la vida y en el futuro. ABBA la canta junto con el Coro de la Escuela Internacional de Estocolmo. Este tema viene incluido en el álbum Voulez-Vous como la pista número 3.
Hay especulación acerca de si I Have A Dream no estaba planeado como sencillo: no se grabó vídeo, no se incluyó en el álbum Greatest Hits Vol. 2 y fue el cuarto sencillo lanzado del álbum, algo que ABBA no acostumbraba hacer. A partir de eso, se asegura que el sencillo sólo fue lanzado como un "especial navideño", debido a su letra y ritmo.
No obstante, la canción se convirtió en otro clásico de ABBA que alcanzó el número uno en varios países como Austria, Bélgica, Canadá, Chipre, Holanda y Suiza. El sencillo no fue lanzado en América, pero se escuchó varias veces en la radio. En España y Latinoamérica se cambió por su versión en español.
I Have A Dream fue lanzado como sencillo por el grupo Westlife en 1999 y llegó a número uno en el Reino Unido.
La canción forma parte actualmente del musical Mamma Mia!, basado en las canciones de ABBA. Comúnmente fue interpretada por el grupo en sus tours de 1979 y de 1980. En este último cantaban la canción con el último verso en japonés.

## El Lado B
Una versión en vivo de Take A Chance On Me se convirtió en el lado B del sencillo. La canción fue grabada de uno de los famosos conciertos que dio ABBA en el estadio de Wembley, en Londres como parte de su tour de 1979. Incluso la portada del sencillo fue tomada del cierre de ese concierto. Esta versión en vivo viene incluida en el disco ABBA Live como la pista número 2.

## El video
El vídeo no sólo muestra a ABBA cantando, sino también con un coro de niños en el que se encuentra la hija de Björn y Agnetha, Linda. Fue grabado en noviembre de 1979, en uno de los seis conciertos que ABBA dio en el estadio Wembley Arena de Londres. Fue dirigido por Urban Lasson.
Actualmente está disponible en The Definitive Collection (DVD), ABBA Number Ones (DVD) y en ABBA Gold (DVD).

## Otras versiones de la canción
- "Estoy soñando"

### Versión de Westlife
Westlife lanzó una versión de "I Have a Dream" en diciembre de 1999, 25 años después que la versión original de ABBA. La canción convirtió el sencillo en número uno por cuarta vez en Reino Unido. El lanzamiento tuvo un lado-A con "Seasons in the Sun". 
La canción fue el número 26 de los sencillos más vendidos de 1999 en R. Unido.
En 2001, auspiciado por la fundación UNICEF, la canción fue regrabada con voces adicionales por la niña indonesia, Sinna Sherina Munaf.
La canción recibió certificación de Platino por vender más de 600.000 copias en Reino Unido.

### Listado
1. «I Have a Dream» (Sencillo Remix) - 4:06
2. «Seasons in the Sun» (Sencillo Remix) - 4:10
3. «On the Wings of Love» - 3:22

### Posicionamiento
| Lista                             | Mejor posición |
| --------------------------------- | -------------- |
| Finlandia, Lista de sencillos     | 10             |
| Alemania, Lista de sencillos      | 24             |
| Irlanda, Lista de sencillos       | 1              |
| Nueva Zelanda, Lista de sencillos | 10             |
| Noruega, VG-lista                 | 10             |
| Suecia, Lista de sencillos        | 15             |
| Suiza, Lista de sencillos         | 18             |
| R. Unido, UK Singles Chart        | 1              |
| R. Unido, Lista de radiodifusión  | 7              |

## Posicionamiento
| Lista                                            | Posición |
| ------------------------------------------------ | -------- |
| Austria, Top 75 Singles Chart                    | 1        |
| Bélgica, Top 30 BRT Singles Chart                | 1        |
| Bélgica, Top 30 Humo Singles Chart               | 1        |
| Canadá, RPM Adult Contemporany Chart             | 1        |
| Chipre, Lista de sencillos                       | 1        |
| Israel, Lista de sencillos                       | 1        |
| Holanda, Top 30 National Hitparade Singles Chart | 1        |
| Holanda, Dutch Top 40 Sencillos                  | 1        |
| Suiza, Top 100 Sencillos                         | 1        |
| Eurochart Hot 100 Singles                        | 1        |
| Irlanda, Top 30 IRMA Singles Chart               | 2        |
| UK Singles Chart                                 | 2        |
| Sudáfrica, Top 20 Springbok Singles Chart        | 3        |
| Alemania, Top 50 Ventas de sencillos             | 4        |
| Alemania, Top 50 radiodifusión                   | 5        |
| Dinamarca, Top 50 sencillos                      | 5        |
| Corea del Sur, Top 50 sencillos                  | 7        |
| Portugal, Top 20 sencillos                       | 7        |
| Zimbabue, Top 20 sencillos                       | 7        |
| Francia, Lista de ventas de sencillos            | 42       |
| Australia, Top 100 ARIA Singles Chart            | 64       |

### Trayectoria en las listas
| Posición | 21 | 2 | 2 | 2 | 2 | 7 | 13 | 26 | 43 | 58 |

| Posición | 100 | 71 | 66 | 64 | 71 | 71 | 76 | 76 | 75 | 77 | 80 | 95 | 92 |

### Listas de Fin de Año
| País         | Posición | Año  |
| ------------ | -------- | ---- |
| Alemania     | 23       | 1980 |
| Bélgica      | 12       | 1980 |
| Países Bajos | 33       | 1980 |
| Suiza        | 15       | 1980 |

## Certificaciones
| País         | Certificación | Ventas   |
| ------------ | ------------- | -------- |
| Países Bajos | Oro           | + 50 000 |
| Reino Unido  | Oro           | + 65 000 |